# Laura Fygi
Laura Fygi (* 27. August 1955 in Amsterdam) ist eine niederländische Jazz- und Popsängerin.

## Leben und Wirken

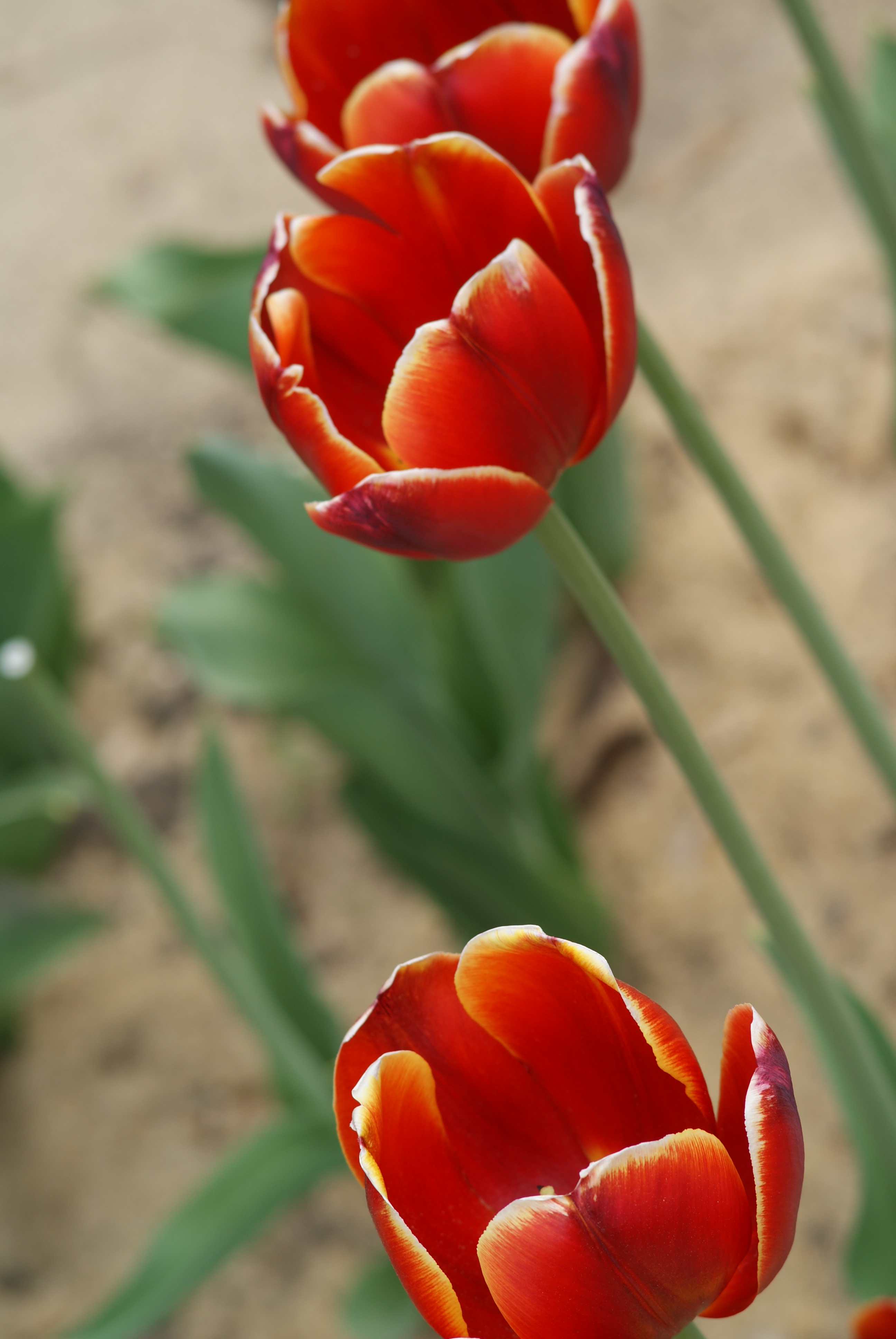
Tulipa 'Laura Fygi'

Als Tochter eines niederländischen Vaters, der Manager bei Philips war, und einer ägyptischen Mutter (einer Bauchtänzerin, wie ihre Plattenfirma verbreiten lässt) verbrachte sie ihre ersten acht Jahre in Südamerika, in Montevideo in Uruguay, woher die Familie Ende der 1960er Jahre nach dem Tod ihres Vaters wieder nach Holland zurückkehrte. Neben Spanisch ist Französisch ihre zweite Muttersprache, da sie so mit ihrer Mutter sprach und als Kind eine französische Gouvernante hatte.
Schon auf der Schule lernte sie Klavier und spielte in Theateraufführungen. Nach dem Abschluss tourte sie mit einer Limbo-Band durch die Niederlande, wo sie die Aufmerksamkeit der Produzenten Debois und von Asten erregte, die sie zunächst in einer multikulturellen Band Terra besetzen wollten. 1984 bis 1991 wurde sie dann Mitglied der in den Niederlanden und auch in Europa und Japan populären Girl-Band Centerfold. Ein Foto von Bandmitglied Fygi auf dem niederländischen Playboy-Cover verschaffte ihr zusätzlich Aufmerksamkeit über die Reihe der Hits der Band 1987 bis 1991 hinaus.
Nach der Auflösung 1991 (eines der drei Bandmitglieder starb) wollte sie sich, inzwischen verheiratet, eigentlich zurückziehen. Trotzdem gründete sie mit der verbliebenen Centerfold-Kollegin die kurzlebige Band The Backlot, die aber nur ein Album bei Mercury herausbrachten, denn Fygi war schon von Mercury Records eine Solokarriere vorgeschlagen worden, nachdem sie ihren Manager von ihrer Jazz-Leidenschaft überzeugt hatte. Ihr erstes überwiegend dem Jazz zuzurechnende Album war Introducing Laura Fygi. Darauf wurde sie begleitet von Toots Thielemans und Philip Catherine und produziert vom Bassisten Ruud Jacobs. Es gewann 1991 in den Niederlanden den Edison-Preis. Inzwischen hat sie weitere Alben herausgebracht und sich einen Ruf als hervorragende Jazz-Interpretin erworben. Entsprechend ihrem kosmopolitischen Hintergrund lässt sie dabei gerne lateinamerikanische Einflüsse spüren. Sie wechselt auf ihren Platten aber auch mühelos ins Popgenre (sie hatte einen Hit mit der Interpretation von Dream a Little Dream). Fygi tourt viel in Jazzclubs in den Niederlanden und trat zum Beispiel beim North Sea Jazz Festival auf. Da sie im Fernen Osten sehr beliebt ist, tourt sie auch regelmäßig zweimal im Jahr dorthin.
Mit ihrem neuen Programm The Best Is Yet to Come tritt Laura Fygi mit kompletter Big-Band-Besetzung auf und interpretiert mit der Jack Million Band Titel aus dem Great American Songbook in Arrangements des niederländischen Arrangeurs Johan Plomp.
Als sängerische Vorbilder gibt sie Julie London, Ella Fitzgerald, Peggy Lee, Barbra Streisand, Gilbert Bécaud, Charles Aznavour und Al Jarreau an.
Sie ist verheiratet und wohnt mit drei Kindern nahe Hilversum.

## Diskografie

### Alben
| Jahr | Titel                                                   | Höchstplatzierung, Gesamtwochen, AuszeichnungChartsChartplatzierungen (Jahr, Titel, Platzierungen, Wochen, Auszeichnungen, Anmerkungen) | Anmerkungen                                                                                                  |
| Jahr | Titel                                                   | NL | Anmerkungen                                                                                                  |
| ---- | ------------------------------------------------------- | --- | --- |
| 1991 | Introducing Laura Fygi                                  | NL27 Platin · (25 Wo.)NL | mit Toots Thielemans                                                                                         |
| 1992 | Bewitched                                               | NL33 (21 Wo.)NL | mit Philip Catherine, Toots Thielemans, Johnny Griffin, Clark Terry                                          |
| 1994 | The Lady Wants to Know                                  | NL16 Gold · (25 Wo.)NL | |
| 1995 | Turn Out the Lamplight                                  | NL35 (11 Wo.)NL | |
| 1997 | Watch What Happens When Laura Fygi Meets Michel Legrand | NL23 (14 Wo.)NL | vom North Sea Jazz Festival                                                                                  |
| 2000 | The Latin Touch                                         | NL20 (16 Wo.)NL | spanischsprachiges Album                                                                                     |
| 2001 | Change                                                  | NL92 (2 Wo.)NL | |
| 2003 | Live at Ronnie Scott’s                                  | NL87 (5 Wo.)NL | aufgenommen 2002 im Ronnie Scott’s in London; mit Jan Menu                                                   |
| 2004 | The Christmas Album – The Very Best Time of Year        | NL20 (7 Wo.)NL | |
| 2007 | Rendez-vous                                             | NL30 (8 Wo.)NL | französisches Repertoire, vom Hot Club de France inspiriert u. a. von Django Reinhardts Nuages; mit Jan Menu |
| 2011 | The Best Is Yet to Come                                 | NL28 (5 Wo.)NL | |
| 2015 | 25th Anniversary Collection – Fans’ Choice              | NL86 (1 Wo.)NL | |
| 2016 | Jazz Love                                               | — | |

Weitere Alben
- Live 1998 (vom Royal Theatre Carré in Amsterdam)